# Trnowo (gmina Bitola)
Trnowo lub Trnovo (maced. Трново) – wieś w południowej Macedonii Północnej, w pobliżu drugiego co do wielkości miasta tego kraju – Bitoli.
Osada wchodzi w skład gminy Bitola.